# Ран, Эрих

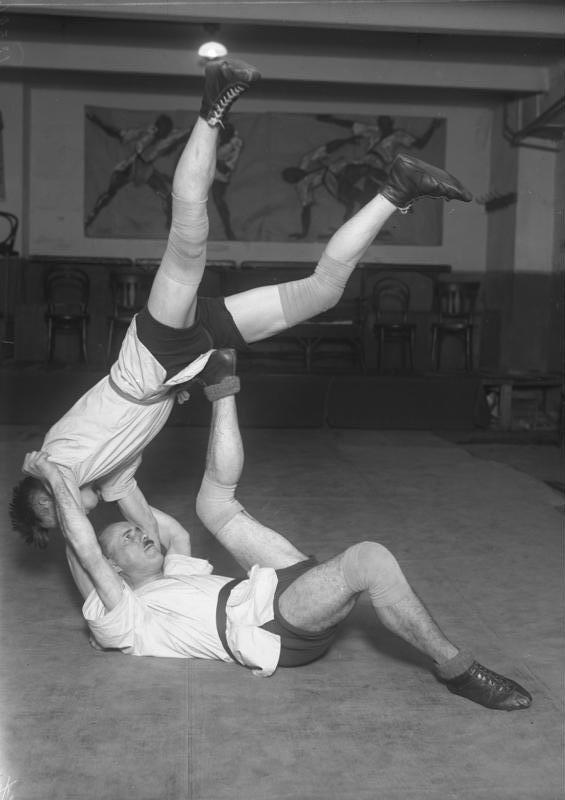
Эрих Ран (ноябрь 1931), на ковре

Эрих Ран (нем. Erich Rahn (1 мая 1885 — † 5 июля 1973) — основатель немецкого направления джиу-джитсу и дзюдо. В 1906 году он создал первую в имперской Германии школу джиу-джитсу, расположенную в Берлине.

## Биография
История джиу-джитсу в Германии тесно связана с именем Эриха Рана. В ходе встреч его отца в торгпредстве Германии с торговыми представителями Японии Эрих Ран встречался с японцами, владеющими техникой самозащиты джиу-джитсу и дзюдо. В то время один из представителей Японии начал показывать технику японского искусства самообороны (джиу-джитсу и дзюдо) в европейских варьете (водевиль-шоу). На одном из таких показательном выступлении, где выступал Катсугума Хигаси, побывал молодой Эрих Ран. Здесь он познакомился с искусством одоления значительно физически превосходящего противника посредством ловкости и применения техники джиу-джитсу.
Восторженный Ран стал студентом Хигаси и узнал от него методы и технику джиу-джитсу. Исходя из убеждения в цели популяризации джиу-джитсу как искусства самообороны он оставил свою работу, чтобы целиком посвятить себя изучению и пропаганде джиу-джитсу.
Первая немецкая школа джиу-джитсу была открыта Раном в 1906 году в возрасте 21 года. Для того, чтобы сделать искусство джиу-джитсу популярным среди боевых искусств, культивировавшихся в то время в Германии, Эрих Ран много ездил и выступал с речами и лекциями по всей стране. Интерес аудитории к показательным схваткам, однако, изначально был на очень низком уровне. После нескольких неудач Ран начал работу над джиу-джитсу, как над способом самостоятельной физической подготовки к поединкам. Благодаря этой работе все больше сторонников вовлекалось в джиу-джитсу. За внешней стороной искусства стояла философия, которую он оставил на заднем плане.
В 1910 Эрих Ран впервые заинтересовал искусством джиу-джитсу Берлинскую уголовную полицию. Затем глава криминальной полиции, Траугот фон Ягов (Traugott von Jagow), пригласил Эрих Рана на демонстрации джиу-джитсу в Королевской полиции. Эрих Ран стал добровольно, на общественных началах подготавливать сотрудников криминальной полиции а затем королевской полиции в целях самообороны. В 1913 г. Эрих Ран получил оплачиваемую должность преподавателя по джиу-джитсу для военной тюрьмы Берлина.

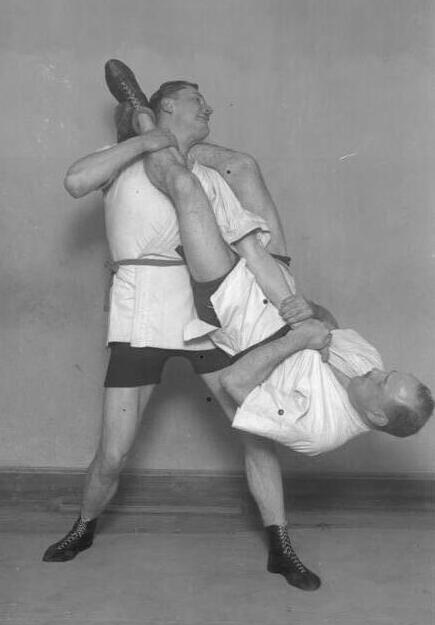
Эрих Ран (1931), болевой в стойке

После Первой мировой войны в 1919 году, Ран предпринял ещё одну попытку сделать известной джиу-джитсу не только в Берлине. Он пошёл на проведение показательного тура по Германии и вызывал на поединок известных борцов и боксёров Германии. В этом деле пришёл первый успех популяризации японского искусства самообороны. И вскоре первые клубы джиу-джитсу были открыты в других городах Германии, стали проводиться спортивные соревнования. В 1920 году в Берлине открылся клуб любителей джиу-джитсу, а через два года возник центральный союз немецких бойцов джиу-джитсу. В том же 1922 году, был проведён первый чемпионат Германии по джиу-джитсу во дворце спорта в Берлине. В финале Эрих Ран победил знаменитого борца Ганса Рейтера из Мюнхена. В возрасте 40 лет Эрих Ран непобеждённым завершил своё участие в таких публичных поединках. Всю оставшуюся жизнь он обучал, пропагандировал и развивал систему самозащиты джиу-джитсу в Германии.

## Фильмография
- «Джиу-джитсу — Невидимое оружие» 1921 год. («Jiu-Jitsu — Die unsichtbare Waffe» (1921) Erich Rahn)